# Louis-Henry Destel
Pour les articles homonymes, voir Destel.
Louis-Henry Destel, de son vrai nom Louis-Henry Rives (également Louis Rives), fut un  conteur, écrivain, journaliste et joueur de rugby à XV ariégeois. Il naît le 3 octobre 1885 à Lézat (aujourd'hui Lézat-sur-Lèze) et meurt le 29 août 1962 à Saint-Girons.

## Biographie
Il fut l'un des premiers capitaines du Saint-Girons sporting club et contribua à l'introduction du rugby à XV à Saint-Girons.
Il effectue ensuite ses études à Toulouse et rejoint le Stade olympien des étudiants de Toulouse avant de faire son service militaire au 126e régiment d'infanterie de Brive rejoignant en 1907 le Football club briviste qu'il quitte en 1909, lors de sa démobilisation. Il rejoint alors la Toulouse et signe au Stade toulousain avant de revenir en 1911 au Saint-Girons sporting club avec lequel il est champion de France de 2e série en 1914.
Lieutenant d'infanterie pendant la Première Guerre mondiale il est fait prisonnier, mais en tant qu'officier, il est transféré en Suisse et libéré en 1917.
À partir de 1921, il publie dans différents journaux et revues : la Revue de Paris, la Revue universelle, le Mercure de France, L'Illustration, les Annales politiques et littéraires, L'Intransigeant, L'Auto, l’Express du Midi ou La Dépêche. Il est l’auteur de nombreux romans. Il fut membre de la Société des gens de lettres de France ainsi que de la Société des écrivains sportifs que présidait Tristan Bernard.
En 1945 est publié son ouvrage de référence de 432 pages sur le Couserans intitulé "Saint-Girons, Saint-Lizier, le Couserans" qui sera ultérieurement réédité.

## Publications
- La Princesse de Pourlande (roman situé à Saint-Lizier)
- Le Noyeur d'or (roman sur la contrebande en Couserans)
- Les Figures du Rugby, 1923 (portraits de joueurs et de dirigeants)
- Desroches footballeur, 1924 (roman sur le rugby)
- Aux équipiers de France, 1927, L'Auto (poème à la gloire des joueurs de rugby de France vainqueurs de l'Angleterre)
- Goupille (roman)
- La Madone du maquis (roman sur la Résistance dans le Couserans)
- La Croix de sable (roman)
- Le Saut de l'amour (roman sportif : JO de 1930, saut à la perche)
- Chimères grises et mirages noirs (roman)
- Le Bracelet du bonheur (roman)
- Sclarélys (roman)
- Les Cerises du pâtre (roman)
- Le Voyageur du soir (roman policier dans le Couserans du XIVe siècle)
- Les Quatre Capitaines (roman sur le rugby)
- Les Contes de mon rugby
- Les Figures du rugby (documentaire)
- Saint-Girons, Saint-Lizier, le Couserans, Toulouse, Imprimerie régionale, 1945. Ouvrage de référence sur l'histoire, la géographie et le folklore du Couserans. Réédité par Lacour-Ollé, Nîmes.
- Les Légendes du Couserans, recueil de contes traditionnels, 1961, rééd. 2007, Lacour-Ollé.
- Plume noire (roman non publié)